# The Knife
The Knife – szwedzki duet indie elektroniczny, tworzony przez rodzeństwo Karin Dreijer Andersson i Olofa Dreijera.
Cechą charakterystyczną The Knife jest niechęć do współpracy z mediami czy muzycznym mainstreamem. Członkowie zespołu rzadko pojawiają się publicznie, w materiałach promocyjnych występują nosząc maski, a do roku 2006 wprost odmawiali występów na żywo.
Duet został laureatem nagrody Grammis w kategorii najlepszy zespół popowy 2003 roku, jednak ceremonia wręczenia nagród została przez The Knife zbojkotowana. Zamiast Karin Dreijer Andersson i Olofa Dreijera na scenie pojawili się członkowie innej grupy artystycznej przebrani za goryle z liczbą 50 na kostiumach. Był to protest przeciwko dominacji mężczyzn w przemyśle muzycznym. Do Grammis nominowany był również inny album duetu, zatytułowany Deep Cuts, jednakże nagrodę odebrał zespół The Cardigans.
O The Knife stało się głośniej w końcu 2005, gdy pochodzącą z ich repertuaru piosenkę „Heartbeats” w wersji José Gonzáleza wykorzystano w reklamie telewizorów Sony BRAVIA.
Karin Dreijer Andersson i Olof Dreijer prowadzą własną wytwórnię płytową Rabid Records.
Karin ma na koncie gościnny udział w singlowym utworze Röyksopp „What Else Is There?” (2005) oraz w utworach „This Must Be It” i „Tricky Tricky” pochodzących z albumu Junior (2009). The Knife wyprodukowali również singel „Who's That Girl?” szwedzkiej wokalistki Robyn.
W marcu 2009 roku Karin Dreijer Andersson jako Fever Ray wydała solową płytę o takim samym tytule.
W roku 2009 The Knife wraz z Mt. Sims-em i Planningtorock pracowało nad dźwiękową oprawą opery zatytułowanej „Tomorrow, in a Year”. Opera realizowana była przez duńską grupę artystyczną Hotel Pro Forma. Treść opery została oparta na dziele Karola Darwina, O powstawaniu gatunków. 6 stycznia 2010 roku grupa zapowiedziała wydanie albumu, mającego się ukazać 1 marca 2010, również zatytułowanego „Tomorrow, in a Year”. Album jest już dostępny na stronie artystów w całości do darmowego przesłuchania.
21 sierpnia 2014 zespół ogłosił swoje odejście ze sceny muzycznej.

## Dyskografia
Albumy
| The Knife                                                        | - Data: 5 lutego 2001 - Wydawca: Rabid Records    | –  | –  | –  | –  | –  | —  |                    |
| Deep Cuts                                                        | - Data: 17 stycznia 2003 - Wydawca: Rabid Records | 11 | –  | –  | –  | –  | —  | - SWE: złota płyta |
| Silent Shout                                                     | - Data: 25 lipca 2006 - Wydawca: Rabid Records    | 1  | 25 | –  | –  | –  | —  |                    |
| Tomorrow, In a Year (The Knife with Mt. Sims and PlanningtoRock) | - Data: 1 lutego 2010 - Wydawca: Rabid Records    | 24 | –  | –  | –  | –  | —  |                    |
| Shaking The Habitual                                             | - Data: 8 kwietnia 2013 - Wydawca: Rabid Records  | 8  | 22 | 50 | 67 | 70 | 77 |                    |
| „—” oznacza, że album nie był notowany.                          |                                                   |    |    |    |    |    |    |                    |

Ścieżki dźwiękowe
| Tytuł        | Dane dot. albumu                                   | Pozycja na liście |
| Tytuł        | Dane dot. albumu                                   | SWE               |
| ------------ | -------------------------------------------------- | ----------------- |
| Hannah med H | - Data: 23 listopada 2003 - Wydawca: Rabid Records | 51                |

## Nagrody i wyróżnienia
| Rok  | Kategoria       | Tytułem                                  | Nagroda | Nota      | Źródło |
| ---- | --------------- | ---------------------------------------- | ------- | --------- | ------ |
| 2004 | Årets Låt       | Deep Cuts                                | Grammis | Nominacja | [ 10 ] |
| 2004 | Årets Popgrupp  | Deep Cuts                                | Grammis | Laur      | [ 11 ] |
| 2007 | Årets Album     | Silent Shout                             | Grammis | Laur      | [ 12 ] |
| 2007 | Årets Popgrupp  | Silent Shout                             | Grammis | Laur      | [ 13 ] |
| 2007 | Årets Artist    | The Knife                                | Grammis | Laur      | [ 14 ] |
| 2007 | Årets Musik-DVD | Silent Shout - An AudioVisual Experience | Grammis | Laur      | [ 15 ] |